# J・ウォルター・ケネディ市民賞
J・ウォルター・ケネディ市民賞 (J. Walter Kennedy Citizenship Award) は、北米プロバスケットボールリーグNBAにおいて、地域社会への優れた奉仕と献身を示した選手・コーチまたはスタッフに授与される賞である。1975年に創設された。賞の名称は、NBA第2代コミッショナーであるJ・ウォルター・ケネディの名を冠している。受賞者はプロバスケットボールライター協会（PBWA）に所属するスポーツライターの投票によって決定される。
これまでに34名が受賞しており、このうち8名が外国籍人物である。2度受賞したのはディケンベ・ムトンボのみである（2001・2009年）。プレーヤー以外で受賞したのは、1984年のフランク・レイデン（ヘッドコーチ）と1995年のジョー・オトゥール（アスレティックトレーナー）の2名である。最も受賞者を輩出したチームはデトロイト・ピストンズである（5度）。

## 歴代受賞者
| * | 殿堂入り |
| ^ | 現役選手 |

| Season  | Winner                      | Team                               |
| ------- | --------------------------- | ---------------------------------- |
| 1974–75 | ウェス・アンセルド*         | ワシントン・ブレッツ               |
| 1975–76 | スリック・ワッツ            | シアトル・スーパーソニックス       |
| 1976–77 | デイブ・ビン*               | ワシントン・ブレッツ               |
| 1977–78 | ボブ・レイニア*             | デトロイト・ピストンズ             |
| 1978–79 | カルヴィン・マーフィー*     | ヒューストン・ロケッツ             |
| 1979–80 | オースティン・カー          | クリーブランド・キャバリアーズ     |
| 1980–81 | マイク・グレン              | ニューヨーク・ニックス             |
| 1981–82 | ケント・ベンソン            | デトロイト・ピストンズ             |
| 1982–83 | ジュリアス・アービング*     | フィラデルフィア・76ers            |
| 1983–84 | フランク・レイデン          | ユタ・ジャズ                       |
| 1984–85 | ダン・イッセル*             | デンバー・ナゲッツ                 |
| 1985–86 | マイケル・クーパー          | ロサンゼルス・レイカーズ           |
| 1985–86 | ロリー・スパロウ            | ニューヨーク・ニックス             |
| 1986–87 | アイザイア・トーマス*       | デトロイト・ピストンズ             |
| 1987–88 | アレックス・イングリッシュ* | デンバー・ナゲッツ                 |
| 1988–89 | サール・ベイリー            | ユタ・ジャズ                       |
| 1989–90 | ドック・リバース            | アトランタ・ホークス               |
| 1990–91 | ケビン・ジョンソン          | フェニックス・サンズ               |
| 1991–92 | マジック・ジョンソン*       | ロサンゼルス・レイカーズ           |
| 1992–93 | テリー・ポーター            | ポートランド・トレイルブレイザーズ |
| 1993–94 | ジョー・デュマース*         | デトロイト・ピストンズ             |
| 1994–95 | ジョー・オトゥール          | アトランタ・ホークス               |
| 1995–96 | クリス・ダドリー            | ポートランド・トレイルブレイザーズ |
| 1996–97 | P・J・ブラウン              | マイアミ・ヒート                   |
| 1997–98 | スティーブ・スミス          | アトランタ・ホークス               |
| 1998–99 | ブライアン・グラント        | ポートランド・トレイルブレイザーズ |
| 1999–00 | ブラデ・ディバッツ*         | サクラメント・キングス             |
| 2000–01 | ディケンベ・ムトンボ*       | フィラデルフィア・76ers            |
| 2001–02 | アロンゾ・モーニング*       | マイアミ・ヒート                   |
| 2002–03 | デビッド・ロビンソン*       | サンアントニオ・スパーズ           |
| 2003–04 | レジー・ミラー*             | インディアナ・ペイサーズ           |
| 2004–05 | エリック・スノウ            | クリーブランド・キャバリアーズ     |
| 2005–06 | ケビン・ガーネット*         | ミネソタ・ティンバーウルブズ       |
| 2006–07 | スティーブ・ナッシュ*       | フェニックス・サンズ               |
| 2007–08 | チャンシー・ビラップス      | デトロイト・ピストンズ             |
| 2008–09 | ディケンベ・ムトンボ* (2)   | ヒューストン・ロケッツ             |
| 2009–10 | サミュエル・ダレンバート    | フィラデルフィア・76ers            |
| 2010–11 | ロン・アーテスト            | ロサンゼルス・レイカーズ           |
| 2011–12 | パウ・ガソル*               | ロサンゼルス・レイカーズ           |
| 2012–13 | ケネス・フェリード          | デンバー・ナゲッツ                 |
| 2013–14 | ルオル・デン                | クリーブランド・キャバリアーズ     |
| 2014–15 | ジョアキム・ノア            | シカゴ・ブルズ                     |
| 2015–16 | ウェイン・エリントン^       | ブルックリン・ネッツ               |
| 2016–17 | レブロン・ジェームズ^       | クリーブランド・キャバリアーズ     |
| 2017–18 | J・J・バレア                | ダラス・マーベリックス             |
| 2018–19 | デイミアン・リラード^       | ポートランド・トレイルブレイザーズ |
| 2019–20 | マルコム・ブログドン^       | インディアナ・ペイサーズ           |
| 2020–21 | 受賞者なし                  | 受賞者なし                         |
| 2021–22 | 受賞者なし                  | 受賞者なし                         |
| 2022–23 | ステフィン・カリー^         | ゴールデンステート・ウォリアーズ   |